# 卡姆揚斯凱區
卡姆揚斯凱區（羅馬化：Kamianskyi raion）是烏克蘭第聶伯羅彼得羅夫斯克州的一個區，行政中心設於卡姆扬斯凯，面積为4,821.2平方公里，人口数量为430,066人（2021年估计）。
该区是在2020年7月乌克兰行政区划改革时成立的。原克里尼奇基區、皮亞季哈特基區、上第聶伯羅夫斯克區，以及卡姆揚斯凱市鎮、若夫季沃德市镇和原州辖市維利諾希爾斯克合并为新的卡姆扬斯克区。

## 行政區劃
卡姆揚斯克區下劃分為12個市鎮：
- 卡姆揚斯凱市鎮（烏克蘭語：Кам'янська міська громада (Дніпропетровська область)） (市級，行政中心：卡姆扬斯凯)
- 韋爾希夫采韋市鎮（烏克蘭語：Верхівцівська міська громада） (市級，行政中心：韋爾希夫采韋)
- 上第聶伯羅夫斯克市鎮（烏克蘭語：Верхньодніпровська міська громада） (市級，行政中心：上第聶伯羅夫斯克)
- 維利諾希爾斯克市鎮（烏克蘭語：Вільногірська міська громада） (市級，行政中心：維利諾希爾斯克)
- 若夫季沃德市鎮（烏克蘭語：Жовтоводська міська громада） (市級，行政中心：若夫季沃德)
- 皮亞季哈特基市鎮（烏克蘭語：П'ятихатська міська громада） (市級，行政中心：皮亞季哈特基)
- 博熱達里夫卡市鎮（烏克蘭語：Божедарівська селищна громада） (鎮級，行政中心：博熱達里夫卡)
- 維什內韋市鎮（烏克蘭語：Вишнівська селищна громада） (鎮級，行政中心：維什內韋)
- 克里尼奇基市鎮（烏克蘭語：Криничанська селищна громада） (鎮級，行政中心：克里尼奇基)
- 利希夫卡市鎮（烏克蘭語：Лихівська селищна громада） (鎮級，行政中心：利希夫卡)
- 扎蒂什內市鎮（烏克蘭語：Затишнянська сільська громада） (村級，行政中心：扎蒂什內（烏克蘭語：Затишне (Кам'янський район)）)
- 薩克薩漢市鎮（烏克蘭語：Саксаганська сільська громада） (村級，行政中心：薩克薩漢（烏克蘭語：Саксагань (Саксаганська сільська громада)）)